# Sussex County Cricket Club
Pour les articles homonymes, voir Sharks (homonymie).
Le Sussex County Cricket Club, qui représente le comté traditionnel du Sussex, est un des dix-huit clubs anglais majeurs qui participent aux compétitions nationales anglaises. L'équipe première porte le surnom de Sussex Sharks pour les matchs à nombre limité de séries.

## Palmarès
- County Championship (3) : 2003, 2006, 2007.
- Gillette Cup, NatWest Trophy, C&G Trophy, Friends Provident Trophy (5) : 1963, 1964, 1978, 1986, 2006.